# Albert Wurzer
Albert Wurzer (* 11. Januar 1960 in St. Lorenzen) ist ein italienischer Politiker der Südtiroler Volkspartei (SVP).

## Biographie
Der aus St. Lorenzen stammende Wurzer absolvierte 1979 die Matura an der Lehranstalt für kaufmännische Berufe in Bruneck. Daraufhin studierte er von 1982 bis 1989 an der Universität für Bodenkultur in Wien Landwirtschaft mit Spezialisierung in Agrarökonomik. Er schloss das Studium als Diplom-Ingenieur mit der Arbeit Aufbau eines computergestützten Marketing-Informationssystems: ein Fallbeispiel aus dem Pflanzenschutzbereich ab. 1991 erkannte die Universität Florenz die Gleichwertigkeit dieses Abschluss mit der laurea in scienze e tecnologie agrarie an, wodurch er in Italien zum dottore agronomo wurde. Von 1999 bis 2013 war er Ressortdirektor der Südtiroler Landesverwaltung mit der zeitweisen Zuständigkeit für die Bereiche Landwirtschaft, Tourismus, Urbanistik und Landschaftsschutz, land-, forst- und hauswirtschaftliche Berufsbildung, Informationstechnik, Grundbuch und Kataster sowie Vermögensverwaltung. Im Auftrag der Südtiroler Landesregierung war er Mitglied der Verwaltungsräte der Südtiroler Informatik AG (2004–2009) und der Brennercom AG (2006–2009). Des Weiteren ist bzw. war er Mitglied in zahlreichen Fachkommissionen. Von 2006 bis 2009 war er Mitglied in der Bezirksleitung der SVP Pustertal und seit 2009 Bezirksobmann derselben. Bei den Landtagswahlen 2013 erreichte er mit 6998 Vorzugsstimmen den Einzug in den Südtiroler Landtag und damit gleichzeitig den Regionalrat Trentino-Südtirol. Im Vorfeld der Landtagswahlen 2018 verzichtete er auf eine erneute Kandidatur und kehrte in der Folge als Beamter in den Landesdienst zurück.